# Pleurospermum heracleifolium
Pleurospermum heracleifolium är en flockblommig växtart som beskrevs av Adrien René Franchet och H.Boissieu. Pleurospermum heracleifolium ingår i släktet piplokor, och familjen flockblommiga växter. Inga underarter finns listade i Catalogue of Life.